# لويس لوسون
لويس لوسون (بالإنجليزية: Louis Lawson)‏ هو متسابق دراجات نارية أسترالي، ولد في 25 أكتوبر 1921 في Southwell, Nottinghamshire ‏ في المملكة المتحدة.